# Селевк III Керавн
Селевк III Керавн, или Сотер (др.-греч. Σέλευκος Γ' Κεραυνός; 243 — 223 до н. э.) — царь государства Селевкидов в 225 — 223 до н. э.

## Биография
Селевк был старшим сыном и наследником Селевка II Каллиника. При рождении он получил имя Александр, однако, после смерти отца принял династическое имя, став Селевком III. Прозвище Керавн (др.-греч. Κεραυνός — «молния») он, видимо, получил от солдат в насмешку. Как описывает Аппиан, Селевк был больным, немощным и не умевшим держать в повиновении своё войско.
Тем не менее, следуя планам своего отца, Селевк вместе со своим двоюродным братом Ахеем предпринял военный поход против царя Пергама Аттала I Сотера с целью противодействовать его продвижению в Малой Азии. Собрав большое войско, он перешел через Таврские горы. Однако, во время похода он был предательски убит одним из своих офицеров по имени Никанор и галатом по имени Апатурий. На момент смерти Селевку было чуть более 20 лет. Ему наследовал его младший брат Антиох, впоследствии ставший Великим.
Из надписей, найденных в Селевкии-на-Оронте, можно сделать вывод, что Селевк имел официальное прозвище Сотер (др.-греч. Σωτήρ — «спаситель»), а не Керавн, под которым он известен в истории. Однако, ни то, ни другое прозвище не встречается на его монетах.

## Семья
Неизвестно был ли женат Селевк III, но Иоганн Дройзен утверждал, что у царя был сын по имени Антиох. Так как мальчик был ещё младенцем, царём стал его дядя Антиох III Великий.